# Бутон троянди (яйце Фаберже)
Імператорське великоднє яйце «Бутон троянди» — ювелірний виріб фірми Карла Фаберже, виготовлений на замовлення російського імператора Миколи II у 1895 році. Став першим великоднім подарунком Миколи II дружині, Олександрі Федорівні.

## Дизайн
Яйце «Бутон троянди» виконане в неокласичному стилі у вигляді бонбоньєрки та оздоблене характерними для  XVIII століття символами кохання (червоний колір, діаманти, стріли, троянди тощо). 
Основа яйця покрита прозорою темно-червоною емаллю по гільйошованій поверхні. Смужки із діамантів розділяють його на вісім сегментів. Кожен сегмент у верхній частині прикрашений лавровим вінком із зеленого золота, пов'язаним стрічками із червоного золота і діамантів. Сегменти у нижній частині прикрашені лавровими гірляндами та стрілами Амура, спрямованими догори. На верхньому кінці яйця укріплений великий плоский діамант, під яким розміщений мініатюрний портрет Миколи II; на нижньому кінці яйця під плоским діамантом — дата «1895». Верхня частина яйця відкривається на шарнірі.

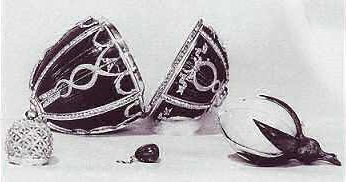
На фотографії початку XX ст. зафіксовані загублені тепер мініатюрна корона і рубіновий підвіс, що містились всередині бутону троянди.

### Сюрприз
Всередині яйця зберігається бутон троянди з пелюстками, які можуть відкриватися. Пелюстки вкриті жовтою емаллю, чашечка — зеленою емаллю. Ще два сюрпризи, які наразі загублені, містились всередині бутону: золота корона, інкрустована діамантами і рубінами, та рубінова підвіска.

## Історія
Після смерті російського царя Олександра III, його син Микола одружився з принцесою Гессен-Дармштадтською, Алексіс, яка після сходження на престол чоловіка стала російською імператрицею Олександрою Федорівною. Перше подароване Миколою своїй дружині, великоднє яйце «Бутон троянди» мало їй нагадати про троянди, що пишно квітли на її батьківщині, за якою вона сумувала вже перебуваючи в Росії, а також про розарій «Rosenhöhe» в її рідному місті Дармштадті, який був закладений 1810 році великою герцогинею гессенською Вільгельміною. Відомою жовтою трояндою в 1895 році була жовта Китайська чайна троянда, яка була привезена до Європи з Китаю в 1824 році; вона повторно розцвітала восени і була головним елементом помірних садів, на відміну від Санкт-Петербургу, де клімат був суворішим. Жовті троянди високо цінувались у рідній для імператриці Німеччині.
В рахунку Фаберже щодо яйця «Бутон троянди» зазначено: «31 березня. Покрите червоною емаллю яйце з короною. Санкт-Петербург, 9 травня 1895». 3250 руб.».
У 1917 році яйце було конфісковано Тимчасовим урядом, а близько 1927 року продане через організацію «Антикваріат» Еммануелю Сноуману з лондонської галереї Wartski. У 1930-х його власником був Чарлз Парсонс, але пізніше воно було загублено на кілька десятиліть. Ходили чутки, що воно було пошкоджене під час подружньої сварки. Завдяки цим пошкодженням Малькольму Форбсу вдалося ідентифікувати яйце, коли він отримав його в лондонській галереї Fine Art Society в 1985 році. У 2004 році воно було продано у складі колекції Форбса російському олігарху Віктору Вексельбергу. Вексельберг придбав дев'ять імператорських яєць Фаберже з колекції приблизно за 100 мільйонів доларів.